# NGC 7388
NGC 7388 este o galaxie situată în constelația Pegas. A fost descoperită în 11 octombrie 1873 de către .